# ادواردو نینیو
ادواردو نینیو (اسپانیایی: Eduardo Niño‎؛ زادهٔ ۸ اوت ۱۹۶۷) بازیکن فوتبال اهل کلمبیا بود.
از باشگاه‌هایی که در آن بازی کرده‌است می‌توان به باشگاه فوتبال سانتا فه و باشگاه فوتبال بوتافوگو اشاره کرد.
وی همچنین در تیم ملی فوتبال کلمبیا بازی کرده‌است.